# Emebet Bacha
Emebet Bacha (* 22. August 1990 in Bokoji) ist eine äthiopische Langstreckenläuferin, die sich auf Straßenläufe spezialisiert hat.
2007 wurde sie Vierte auf der 15-km-Strecke des Istanbul-Marathons. 2008 gewann sie den 10-km-Lauf des Ottawa Race Weekends. 2009 wurde sie in Ottawa Zweite und siegte auf der 10-km-Strecke des Cleveland-Marathons.

## Persönliche Bestzeiten
- 10 km: 32:28 min, 17. Mai 2009, Cleveland
- 15 km: 50:30 min, 28. Oktober 2007, Istanbul